# Vanzosaura
Vanzosaura is een geslacht van hagedissen uit de familie Gymnophthalmidae.

## Naam
De groep werd voor het eerst wetenschappelijk beschreven door Miguel Trefaut Rodrigues in 1991. De wetenschappelijke geslachtsnaam Vanzosaura (vanzo-hagedis) is een eerbetoon aan de vooraanstaande Braziliaanse bioloog Paulo Emílio Vanzolini (1924-2013) Het geslacht was lange tijd monotypisch en had alleen de soort Vanzosaura rubricauda als vertegenwoordiger. Er zijn tegenwoordig drie soorten, inclusief de pas in 2014 wetenschappelijk beschreven soort Vanzosaura savanicola.

## Verspreiding en habitat
Alle soorten komen voor in delen van noordelijk Zuid-Amerika, twee van de drie soorten zijn endemisch in Brazilië. Het zijn bodembewoners die op insecten jagen.

## Uiterlijke kenmerken
De hagedissen hebben een langwerpig lichaam en een lange staart dien minstens 1,5 keer de lichaamslengte bedraagt. De lichaamskleur is donker met dunne, lichtere lengtestrepen. De staart en soms de achterpoten hebben een opvallende robijnrode kleur, de achterzijde van het lichaam steekt hierdoor duidelijk af van de voorzijde.

## Soortenlijst
| Soorten uit het geslacht Vanzosaura | Soorten uit het geslacht Vanzosaura                                | Soorten uit het geslacht Vanzosaura                                                        |
| ----------------------------------- | ------------------------------------------------------------------ | ------------------------------------------------------------------------------------------ |
| Naam                                | Auteur                                                             | Verspreidingsgebied                                                                        |
| Vanzosaura multiscutatus            | Amaral, 1933                                                       | Brazilië (Bahia, Ceará, Pernambuco, Alagoas, Paraíba, Piauí, Sergipe, Rio Grande do Norte) |
| Vanzosaura rubricauda               | Boulenger, 1902                                                    | Argentinië, Bolivia, Brazilië, Paraguay                                                    |
| Vanzosaura savanicola               | Recoder, Pinho-Werneck, Texeira Jr, Colli, Sites & Rodrigues, 2014 | Brazilië (Tocantins)                                                                       |